# Глиша Јанковић
Глиша Јанковић (Осјек код Сарајева, 16. август 1913 — Буква код Крешева, 28. јануар 1944), учесник Народноослободилачке борбе и народни херој Југославије.

## Биографија
Родио се у месту Осјек код Сарајева, 16. августа 1913. године. Све до почетка Другог светског рата је радио као пекарски радник у Баковићима код Фојнице. У августу 1941. године ступио је у Семизовачку чету партизанског одреда „Звијезда” где му је поверено руковођење водом. Истакао се као храбар борац, а у народу је уживао поверење. Немци и усташе су напали његову чету у селу Рјечици и том приликом су им Партизани уништили два тенка. Ускоро је постао командант Височке чете са којом се истакао у борбаа против усташа код Олова, четника на Округлици код Вареша.
Када је формирана Шеста источнобосанска бригада у августу 1942. године изабран је за првог командира чете првог батаљона. Учествовао је у неколико борби: против усташа на Хан-погледу код Власенице и на Коњух планини, са Немцима у Срему код Босута и са четницима 28. новембра 1942. године на Мајевици. Нарочито се истакао у борби на Сутјесци када је уништио њихову одбрану на правцу напада своје чете, а потом и приликом преласка Сутјеске када је заробљено 35 Немаца са наоружањем.
Након битке постао је први командант новооснованог Високо-фојничког партизанског одреда. Руководио је нападима на непријатеље на територији сарајевског среза. Крећући се на челу колоне код села Букве близу Крешева 28. јануара 1944. године упао је у заседу усташке милиције и погинуо је.
Указом председника ФНР Југославије Јосипа Броза Тита, 27. новембра 1953. године, проглашен је за народног хероја.